# Carol Burns
Carol Jean Burns est une chimiste américaine qui est directrice adjointe de la recherche au Laboratoire national Lawrence-Berkeley. Ses recherches portent sur la coordination des actinides et la chimie organométallique. Elle exerce un mandat au Bureau de la politique scientifique et technologique de la Maison-Blanche et est membre de l'American Chemical Society. Elle reçoit la médaille Garvan-Olin de l'American Chemical Society en 2021.

## Jeunesse et éducation
Burns obtient son diplôme de premier cycle à l'université Rice, où elle se spécialise en chimie. Elle part à l'université de Californie à Berkeley pour des études supérieures, où elle est boursière de la Fondation Hertz. Ses recherches portent sur les complexes de lanthanides divalents avec des ligands non classiques. Après avoir terminé son doctorat, Burns rejoint le Laboratoire national de Los Alamos en tant que boursière postdoctorale Robert Oppenheimer .

## Recherche et carrière
Burns est finalement nommée Fellow de laboratoire au Laboratoire national de Los Alamos, où elle développe une nouvelle classe de composés d'uranium à haute valence contenant des liaisons multiples métal-ligand. En 2003, elle quitte Los Alamos pour travailler comme analyste des politiques pour le Bureau de la politique scientifique et technologique. Pendant son séjour à l'OSTP, Burns travaille sur l'infrastructure de défense et la préparation aux menaces. Plus précisément, elle élabore la feuille de route de la défense nucléaire.
En 2004, Burns retourne au Laboratoire national de Los Alamos, où elle est nommée chef de la division de chimie. Elle supervise un groupe de chercheurs capables d'analyser les débris et d'identifier les responsables d'attentats terroristes. Elle est mentor pour des chercheurs en début de carrière et reçoit le prix de mentorat pour le développement de carrière des femmes du LANL,. Elle est élue membre de l'Association américaine pour l'avancement des sciences.
En 2021, Burns reçoit la médaille Garvan-Olin de l'American Chemical Society,. Plus tard cette année-là, elle est nommée directrice adjointe du Laboratoire national Lawrence-Berkeley.